# Nicolas Bosret
Nicolas Bosret, né le 5 mars 1799 et décédé le 18 novembre 1876, était un compositeur de chansonnettes en wallon namurois. Parmi elles, Bia Bouquet, qui devient l'hymne officiel de la ville de Namur en 1857.

## Notes biographiques

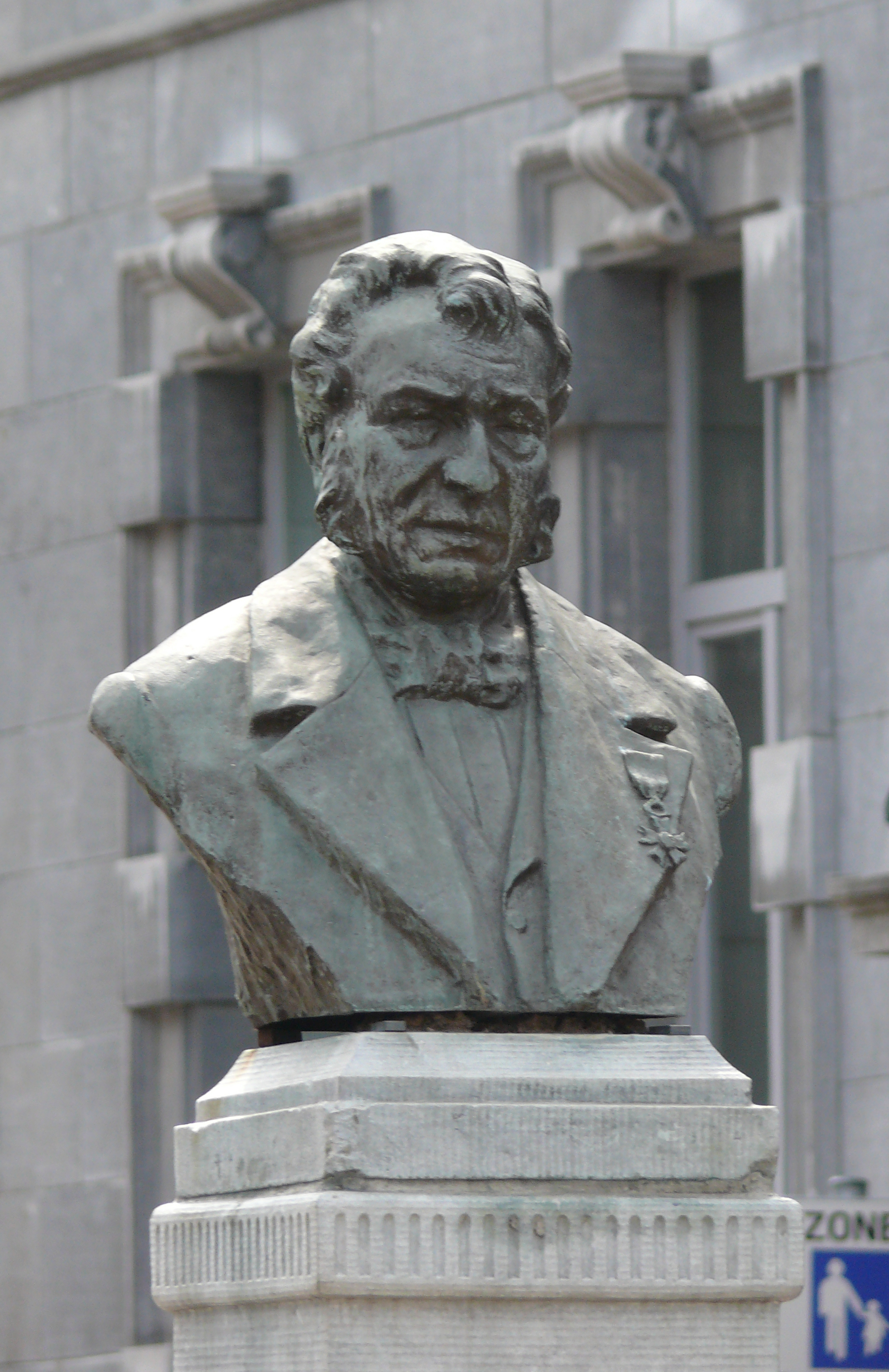
Buste de Nicolas Bosret à Namur par Désiré Hubin.